# Václav Cílek

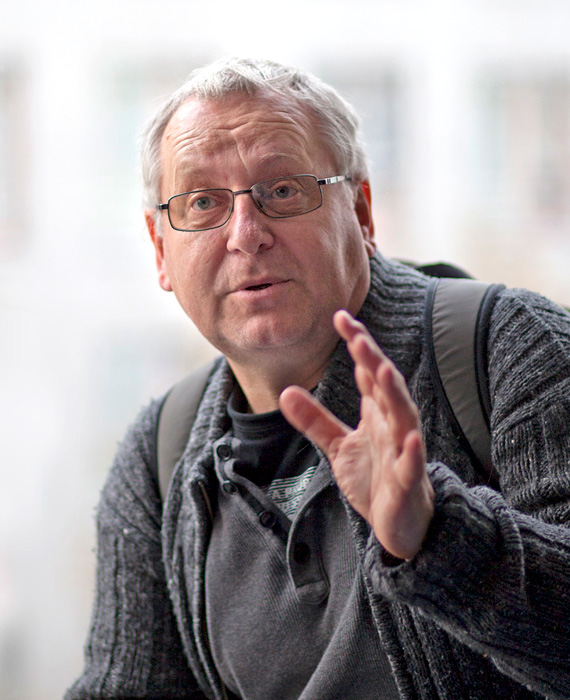
Václav Cílek en 2010.

Václav Cílek (Brno, 11 de mayo de 1955) es un geólogo, climatólogo, escritor, ensayista, divulgador de la ciencia y traductor de textos Tao y Zen checo.

## Biografía
En su juventud, Cílek se mudó a Tanzania, donde su padre trabajaba como geólogo. De 1969 a 1970 estudió en un instituto de Tanzania y más tarde continuó sus estudios en la Escuela Técnica de Minería en Příbram (1970-1974). En 1979 se graduó en geología en la Universidad Carolina de Praga Desde 1980, trabaja en el Instituto Geológico de la Academia Checa de Ciencias donde se especializó en geología de la Era Cenozoica, centro que dirigió entre 2004 y 2012. También explora las interacciones entre el medio ambiente y la civilización.
Cílek ha publicado varios libros de divulgación y muchos artículos en revistas y periódicos. Durante su carrera ha colaborado con Hospodářské noviny, Lidové noviny, Mladá fronta DNES, Mladý svět, Právo, Reflex, Respekt, Česká televize, Český rozhlas, etc. Fue cocreador de la serie de televisión sobre cuevas de la República Checa llamada Podzemní Čechy.
En 2004, Cílek recibió el premio Tom Stoppard por sus libros Krajiny vnitřní a vnější (2002) y Makom: Kniha míst (2004). Además, fue nombrado Laureado por el ministerio de Ecología por su «valiosa contribución a la divulgación de la ciencia checa, especialmente la geología y la climatología» (2007). En 2009, recibió el premio VIZE 97 (en checo, Cena Nadace Dagmar a Václava Havlových VIZE 97) que otorga la Fundación Dagmar y Václav Havel VIZE 97.